# Kristin Harila
Kristin Harila   (Vestre Jacobselv, 28 de març de 1986) és una alpinista i esquiadora de fons sami amb ciutadania noruega. El 27 de juliol de 2023 va establir un nou rècord de velocitat en ascendir els 14 vuit mil del planeta Terra en tan sols 92 dies.

## Trajectòria
El maig de 2021 va establir el rècord mundial en convertir-se en la dona més ràpida a escalar l'Everest i el Lhotse en menys de dotze hores. El 22 de maig de 2022 va batre el seu propi rècord quan va creuar des del cim de l'Everest fins al cim del Lhotse en 9 hores i 5 minuts. El seu èxit en expedicions anteriors i intents de cims la van encoratjar a embarcar-se el 2022 en el repte «Bremont 14 Peaks», i convertir-se en la primera dona de la història, i la segona persona després de Nirmal Purja, a escalar els 14 cims de vuit mil metres en 6 mesos.
El 27 de juliol de 2023, Harila i Tenjen Sherpa, un guia de muntanya de Seven Summit Treks, van establir un nou rècord assolint els 14 cims geogràfics reals en només 92 dies. En el procés, ambdós van batre múltiples rècords, incloent 26 cims de vuit mil en 1 any i 3 mesos i també el doble cim més ràpid de l'Everest i el Lhotse per una dona, en 8 hores. Van utilitzar helicòpters per a desplaçar-se entre camps base i també van emprar oxigen suplementari. Les despeses per al seu equip d'expedició per a realitzar el rècord mundial van ser de 15 milions de corones noruegues.

## Cims

### 2015
- Kilimanjaro, Tanzània, 5.895 m[12]

### 2019
- Putha Hiunchuli, Nepal, 7.246 m[13]
- Lobuche East, Nepal, 6.119 m[12]

### 2020
- Aconcagua, Argentina, 6.961 m[12]
- Cerro Adolfo Calle, Argentina, 4.270 m[12]
- Pico Vallecitos, Argentina, 5.370 m[12]

### 2021
- Everest, Nepal. 8.848 m - 23 de maig de 2021[14]
- Lhotse, Nepal 8.516 m - 23 de maig de 2021 - Rècord mundial de la dona més ràpida en pujar l'Everest i el Lhotse, 12 hores.[15]
- Ama Dablam, Nepal, 6.812 m[12] – 28 d'octubre de 2021[16]
- Island Peak, Nepal, 6.165 m[12]

### 2022
- Annapurna I 8.091 m – 28 d'abril de 2022[17]
- Dhaulagiri 8.167 m – 8 de maig de 2022[18]
- Kanchenjunga 8.586 m – 14 de maig de 2022[19]
- Everest 8.848 m – 22 de maig de 2022[20]
- Lhotse 8.516 m - 22 de maig de 2022 - Rècord mundial de la dona més ràpida en pujar l'Everest i el Lhotse, 9 hores i 5 minuts.[5][21]
- Makalu 8.481 m – 27 de maig de 2022[22][23]
- Nanga Parbat 8.126 m - 1 de juliol de 2022
- K2 8.611 m – 22 de juliol de 2022[24]
- Broad Peak 8.051 m - 28 de juliol de 2022
- Gasherbrum II 8.035 m – 8 d'agost de 2022
- Gasherbrum I 8.080 m - 11 d'agost de 2022
- Manaslu 8.163m – 22 de setembre de 2022[25][26]

### 2023
- Shishapangma 8.027 m – 26 d'abril de 2023[27]
- Cho Oyu 8.188 m – 3 de maig de 2023[28]
- Makalu 8.481 m - 13 de maig de 2023[29][30]
- Kangchenjunga 8.586 m - 18 de maig de 2023[31][32]
- Everest 8.848 m - 23 de maig de 2023[33]
- Lhotse 8.516 m - 23 de maig de 2023 - Rècord mundial de la dona més ràpida en pujar l'Everest i el Lhotse, 8 hores.[33]
- Dhaulagiri 8.167 m – 29 de maig de 2023[34]
- Annapurna I 8.091 m - 5 de juny de 2023[35][36]
- Manaslu 8.163 m - 10 de juny de 2023[37][38]
- Nanga Parbat 8.126 m - 26 de juny de 2023[39]
- Gasherbrum II 8.035 m – 15 de juliol de 2023[40]
- Gasherbrum I 8.080 m – 18 de juliol de 2023[41][42]
- Broad Peak 8.051 m – 23 de juliol de 2023[43]
- K2 8.611 m – 27 de juliol de 2023[8][10]